# عزلة وكية (حجة)

تعديل مصدري - تعديل

عزلة وكية هي إحدى عزل مديرية المغربة في محافظة حجة اليمنية ويبلغ تعداد سكانها 135393 نسمة حسب التعداد السكاني في اليمن لعام 2004.وهي قبائل العاطفي واتتنسب الى حاشد ابن يشجب ابن قحطان ابن سباء

## روابط خارجية
- الجهاز المركزي للإحصاء بالجمهورية اليمنية
- المركز الوطني للمعلومات باليمن
- World Gazetteer:Yemen
- الدليل الشامل